# Шелестюк Тарас Олександрович
Тара́с Олекса́ндрович Шелестю́к (30 листопада 1985, Макіївка, Донецька область) — український професійний боксер. Бронзовий призер Олімпійських ігор у Лондоні (2012), чемпіон світу (2011), бронзовий призер Чемпіонату Європи (2010), переможець Кубка Європи (2010), триразовий чемпіон України (2009, 2010, 2011). Заслужений майстер спорту України з боксу.
Старший брат боксера Богдана Шелестюка.

## Біографія
Народився 30 листопада 1985 року у місті Макіївці, Донецької області.
У 2000 році, коли йому було 14 років, вперше відвідав боксерський зал. До занять боксом відвідував секції гімнастики, акробатики, айкідо, карате, домігся 3-го розряду з шахів і п'ять років грав в футбол (з них останні півроку — в донецькому «Шахтарі-3»).
Закінчив Глухівський національний педагогічний університет імені Олександра Довженка.
2013 року у видавництві «Самміт-Книга» опублікували його книгу 12 раундів до мети, яка була написана в Америці, в перерві між боями.

## Аматорська кар'єра

### Чемпіонат Європи 2010
| Етап        | Результат | Суперник        | Рахунок |
| ----------- | --------- | --------------- | ------- |
| 1           | Перемога  | Андрій Замковий | 6-3     |
| 2           | Перемога  | Ондер Шипал     | 4-2     |
| Чвертьфінал | Перемога  | Джон Джо Джойс  | 9-1     |
| Півфінал    | Поразка   | Балаж Бачкаї    | 2-4     |

### Чемпіонат світу 2011
| Етап        | Результат | Суперник        | Рахунок  |
| ----------- | --------- | --------------- | -------- |
| 1           | Перемога  | Торбен Келлер   | 23-8     |
| 2           | Перемога  | Карсор Банторт  | 17-15    |
| 3           | Перемога  | Алексіс Вастін  | 18-11    |
| Чвертьфінал | Перемога  | Андрій Замковий | (+)13-13 |
| Півфінал    | Перемога  | Вікас Крішан    | 15-12    |
| Фінал       | Перемога  | Серік Сапієв    | 16-10    |

### Літні Олімпійські ігри 2012
На літніх Олімпійських іграх 2012 у Лондоні Тарас Шелестюк здобув бронзу у напівсередній ваговій категорії (до 69 кг). У півфіналі він боровся проти британця Фреді Еванса. Бій закінчився з рахунком 11-10 на користь господаря Олімпіади.

### Олімпійські ігри 2012
| Етап        | Результат | Суперник       | Рахунок  |
| ----------- | --------- | -------------- | -------- |
| 2           | Перемога  | Василь Білоус  | 15-7     |
| Чвертьфінал | Перемога  | Алексіс Вастін | (+)18-18 |
| Півфінал    | Поразка   | Фред Еванс     | 10-11    |

## Професійна кар'єра
| 19 Перемог (11 нокаутом, 8 за рішення суддів), 0 Поразок (0 нокаутом, 0 за рішення суддів), 1 Нічия' |        |                         |         |                |        |         |      |                   |                                                      | |
| Результат                                                                                            | Рекорд | Суперник                | П-П-Н   | Останні 6 боїв | Спосіб | Раунд   | Час  | Дата              | Місце проведення                                     | Примітки |
| Нічия                                                                                                | 19-0-1 | Габріель Маестре        | 4-0-    |                | SD     | 10 (10) |      | 11 березня 2022   | Montreal Casino, Монреаль                            | Суддівські оцінки: 97:93, 94:96, 95:95                                                                          |
| Перемога                                                                                             | 19-0   | Ернесто Еспана          | 18-1-2  |                | ТКО    | 10 (10) |      | 16 жовтня 2021    | Oasis Hotel Complex, Канкун                          | |
| Перемога                                                                                             | 18-0   | Луіс Альберто Верон     | 18-1-2  |                | UD     | 10 (10) |      | 31 січня 2020     | Hirsch Coliseum, Шривпорт, Луїзіана                  | Суддівські оцінки: 97:93, 98:92, 98:92                                                                          |
| Перемога                                                                                             | 17-0   | Мартін Анхель Мартінес  | 19-16-1 |                | UD     | 8 (8)   |      | 9 березня 2019    | Doubletree Hotel, Онтаріо, Каліфорнія                | |
| Перемога                                                                                             | 16-0   | Хесус Альварес Родрігес | 15-2-0  |                | ТКО    | 3 (8)   | 2:05 | 1 липня 2017      | Omega Products International, Сакраменто, Каліфорнія | |
| Перемога                                                                                             | 15-0   | Хайме Геррера           | 15-3-1  |                | UD     | 10 (10) |      | 4 листопада 2016  | Omega Products International, Корона, Каліфорнія     | Бій за титул WBA NABO. Суддівські оцінки: 96-93, 96-93, 95-94                                                   |
| Перемога                                                                                             | 14-0   | Ерік Даніел Мартінес    | 11-4-1  |                | RTD    | 3 (10)  |      | 20 травня 2016    | Doubletree Hotel, Онтаріо, Каліфорнія                | Бій за вакантний титул Інтернаціонального чемпіона WBA. Мартінес не вийшов на 4 раунд.                          |
| Перемога                                                                                             | 13-0   | Асланбек Козаєв         | 26-1-1  |                | UD     | 10 (10) |      | 6 листопада 2015  | The D Hotel & Casino, Лас-Вегас, Невада              | Бій за вакантні титули Інтерконтинентального чемпіона WBA та WBA NABO. Суддівські оцінки: 100-90, 100-90, 99-91 |
| Перемога                                                                                             | 12-0   | Хуан Родрігес (мол.)    | 12-1-0  |                | UD     | 8 (8)   |      | 3 квітня 2015     | Omega Products International, Корона, Каліфорнія     | Суддівські оцінки: 78-74, 79-73, 79-73                                                                          |
| Перемога                                                                                             | 11-0   | Франсіско Хав'єр Реза   | 13-11-0 |                | ТКО    | 3 (8)   | 1:25 | 20 лютого 2015    | Doubletree Hotel, Онтаріо, Каліфорнія                | |
| Перемога                                                                                             | 10-0   | Антоніо Чавес           | 5-20-2  |                | КО     | 1 (8)   | 1:41 | 16 січня 2015     | Turning Stone Resort & Casino, Верона, Нью-Йорк      | |
| Перемога                                                                                             | 9-0    | Патрік Бузер            | 6-2-0   |                | SD     | 8 (8)   |      | 26 серпня 2014    | Doubletree Hotel, Онтаріо, Каліфорнія                | Суддівські оцінки: 76-75, 76-75, 75-76                                                                          |
| Перемога                                                                                             | 8-0    | Ромон Барбер            | 4-7-0   |                | ТКО    | 1 (6)   | 1:32 | 28 березня 2014   | 4 Bears Casino & Lodge, Нью Таун, Північна Дакота    | |
| Перемога                                                                                             | 7-0    | Франсіско Флорес        | 2-3-0   |                | ТКО    | 1 (6)   | 1:45 | 21 лютого 2014    | Edgewater Hotel & Casino, Лафлін, Невада             | |
| Перемога                                                                                             | 6-0    | Томас Аллен             | 1-2-0   |                | ТКО    | 2 (6)   | 1:09 | 15 листопада 2013 | Prairie Meadows Track & Casino, Алтуна, Айова        | |
| Перемога                                                                                             | 5-0    | Адам Іломс              | 3-3-3   |                | UD     | 4 (4)   |      | 26 липня 2013     | Thunder Valley Casino Resort, Лінкольн, Каліфорнія   | Суддівські оцінки: 40-36, 40-36, 40-36                                                                          |
| Перемога                                                                                             | 4-0    | Тревіс Геншоу           | 7-0-0   |                | UD     | 4 (4)   |      | 28 червня 2013    | Veteran's Coliseum, Джексонвілл, Флорида             | |
| Перемога                                                                                             | 3-0    | Маріо Ангелес           | 1-3-1   |                | ТКО    | 2 (4)   | 2:04 | 18 травня 2013    | Doubletree Hotel, Онтаріо, Каліфорнія                | Ангелес двічі опинявся на підлозі у другому раунді                                                              |
| Перемога                                                                                             | 2-0    | Брендон Адамс           | Дебют   |                | ТКО    | 4 (4)   | 0:48 | 2 травня 2013     | Omega Products International, Корона, Каліфорнія     | Шелестюк був у нокдауні в другому раунді                                                                        |
| Перемога                                                                                             | 1-0    | Камаль Мугаммад         | Дебют   |                | ТКО    | 1 (4)   | 1:39 | 29 березня 2013   | Turning Stone Resort & Casino, Верона, Нью-Йорк      | |

## Спортивні досягнення

### Професійні регіональні
- 2016 —  Інтернаціональний чемпіон за версією WBA.
- 2015 —  Інтерконтинентальний чемпіон за версією WBA.
- 2015 —  WBA NABO.

### Міжнародні аматорські
- 2012 —  Чемпіон XXX Олімпійських Ігор у напівсередній вазі (до 69 кг)
- 2011 —  Чемпіон світу у напівсередній вазі (до 69 кг)
- 2010 —  Переможець кубка Європи у напівсередній вазі (до 69 кг)
- 2010 —  Бронзовий призер Чемпіонату Європи у напівсередній вазі (до 69 кг)

### Регіональні аматорські
- 2011 —  Чемпіон України у напівсередній вазі (до 69 кг)
- 2010 —  Чемпіон України у напівсередній вазі (до 69 кг)
- 2009 —  Чемпіон України у напівсередній вазі (до 69 кг)

## Державні нагороди
- Орден «За заслуги» II ст. (15 серпня 2012) — за досягнення високих спортивних результатів на ХХХ літніх Олімпійських іграх у Лондоні, виявлені самовідданість та волю до перемоги, піднесення міжнародного авторитету України[4]
- Орден «За заслуги» III ст. (12 жовтня 2011) — за вагомий особистий внесок у розвиток вітчизняного спорту, досягнення високих результатів, зміцнення міжнародного авторитету України[5][6]